# Endoeus

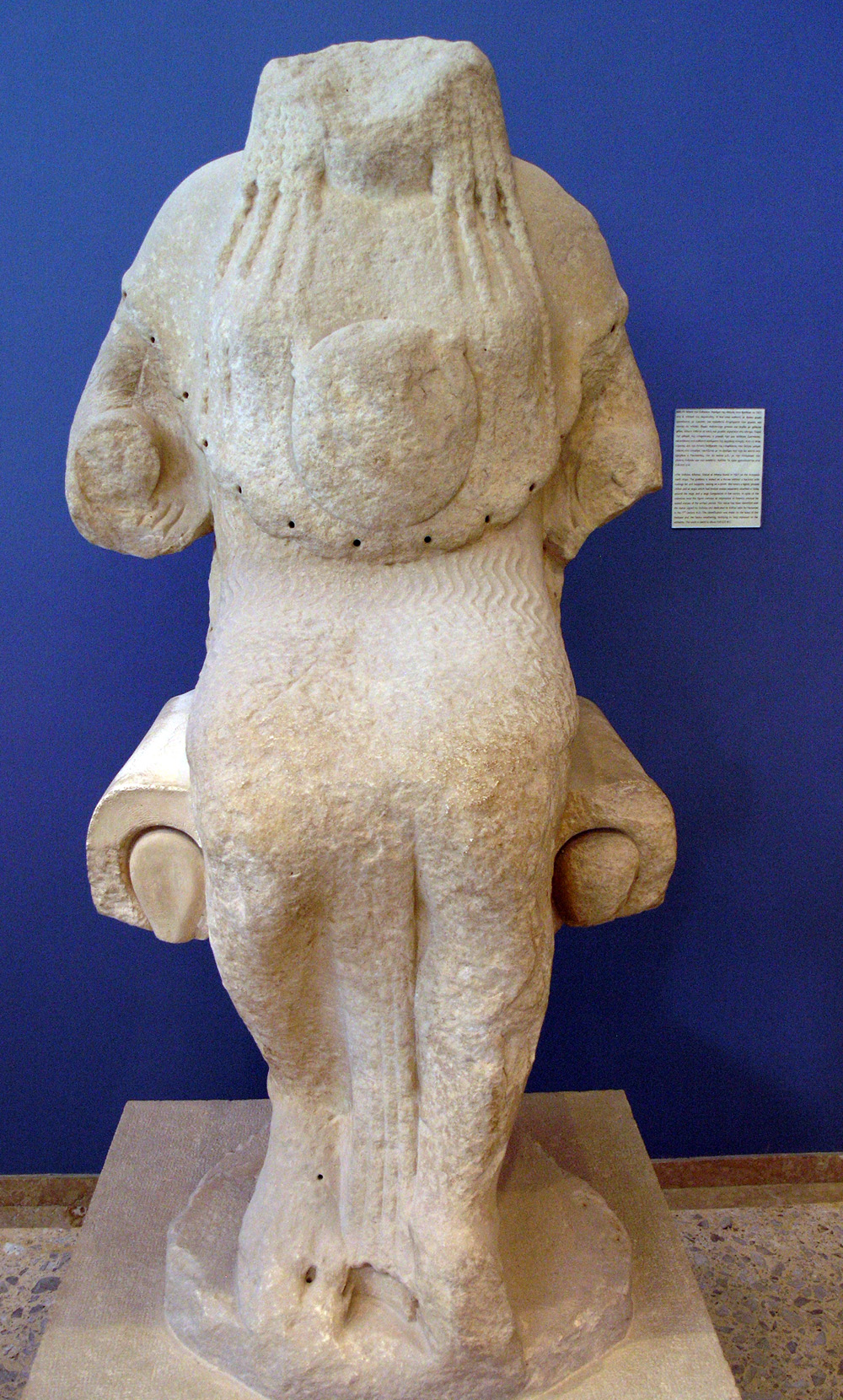
beeld van Athena toegeschreven aan Endoios

Endoeus (Oudgrieks: Ἔνδοιος / Endoios) was een Atheense beeldhouwer uit de tweede helft van de 6e eeuw v.Chr.
Hij verwierf bekendheid door talrijke signaturen en verscheidene vermeldingen in literaire teksten. Een inscriptie uit Athene vermeldde zijn naam in het Ionisch dialect. In het Akropolis Museum in Athene staat een zwaar beschadigd beeld van hem, de Zittende Athena. Het ging om een werk dat door Callias, een tijdgenoot van Pisistratus, aan de godin was gewijd te Athene rond 564 v.Chr.
Endoeus wordt ook als leerling van Daedalus genoemd.
- International Standard Name Identifier: 0000 0000 8452 3204
- Library of Congress Control Number: nr94007072
- Union List of Artist Names: 500070520
- Virtual International Authority File: 51569959